# Plestiodon reynoldsi
Plestiodon reynoldsi – gatunek jaszczurki z rodziny scynkowatych (Scincidae). Występuje endemicznie w okolicach grzbietu górskiego Lake Wales w środkowej Florydzie. Pod względem morfologii, biologii i zachowania przypomina inne podziemne jaszczurki.

## Morfologia i biologia
Od czubka pyska do kloaki Plestiodon reynoldsi mierzy przeciętnie około 57 mm. Jest funkcjonalnie beznogi, jednak w fałdach po bokach ciała znajdują się znacząco zredukowane kończyny. Zasiedla niewielkie obszary porośnięte karłowatą roślinnością, obecnie przeważnie otoczone sadami pomarańczowymi i domami mieszkalnymi. Prowadzi podziemny tryb życia, dlatego osobniki tego gatunku są rzadko widywane. Poruszają się tuż pod powierzchnią ziemi, pozostawiając charakterystyczny sinusoidalny ślad na piasku. Przeważnie scynki znajdują się na głębokości około 8 cm, często można je spotkać kopiące w piasku w pobliżu świeżych śladów. Występują w suchej, luźnej glebie, co umożliwia im poruszanie się pod ziemią. Poruszają się w charakterystyczny sposób, nazywany „pływaniem w piasku”. Żywią się głównie larwami chrząszczy, termitami i pająkami, co sugeruje, że pokarm pobierają pod ziemią, choć osobniki hodowane w niewoli jedzą również na powierzchni.

### Siedliska i liczebność
P. reynoldsi najliczniejszy jest w zalesionych siedliskach, przypominających jego naturalne habitaty, jednak występuje również na obszarach poddanych wpływowi działalności ludzkiej, takiej jak rolnictwo, jednak w sadach pomarańczowych jest znacznie rzadszy. Nie występuje na terenach miejskich, dlatego postępująca urbanizacja jest głównym zagrożeniem dla tego gatunku. W latach 1974–2004 wielkość obszaru, na którym mogły żyć scynki, zmniejszyła się o 17,8%, a dalszy spadek prognozowany jest co najmniej do roku 2060. Kontakt ludzi i jaszczurek w rejonie grzbietu Lake Wales trwa od mniej niż 30 pokoleń P. reynoldsi, dlatego u scynków nie zaszła jak dotąd zmiana genetyczna związana z wpływem działalności ludzi. W Czerwonej księdze gatunków zagrożonych gatunek ten jest klasyfikowany jako narażony na wyginięcie (VU).
Pożary, występujące nieregularnie na terenach porośniętych przez roślinność karłowatą (Florida scrub) i utrzymujące te ekosystemy, mają wpływ na różnorodność genetyczną i różnicowanie genetyczne w populacjach scynków żyjących na tych terenach. W populacjach z terenów, na których długo nie występowały pożary, bogactwo alleli i oczekiwana heterozygotyczność są wyższe niż na obszarach popożarowych, jednak nieregularne pożary mogą być korzystne dla scynków. Lokalne populacje zaczynają odradzać się po skutkach pożarów po około 10 latach. Zbyt częste pożary mogą redukować różnorodność genetyczną jaszczurek, ponieważ odrodzenie się populacji trwa przez zbyt wiele pokoleń.

### Zachowanie i biologia rozrodu
Plestiodon reynoldsi jest aktywny przez cały rok – w przeciwieństwie do większości innych tropikalnych jaszczurek, jego największa aktywność nie przypada na porę największych deszczów, lecz na miesiące od lutego do maja i od sierpnia do listopada. W cyklu dziennym temperatura ciała scynka waha się od 28–29 do 31–32 °C – schemat taki występuje u nich przez cały rok. Latem P. reynoldsi jest aktywny w godzinach porannych i wieczornych, a zimą – w dzień, co wiąże się z ilością światła. W lecie temperatura ciała scynka jest najwyższa w trakcie aktywności wieczornej, a najniższa – podczas aktywności porannej. P. reynoldsi ma jeden okres rozrodczy w trakcie roku – rozpoczyna się on pomiędzy lutym a marcem i trwa do maja. Samice wyprowadzają najwyżej jeden lęg rocznie, niektóre rozmnażają się co dwa lata lub jeszcze rzadziej. Przeciętna liczba jaj w lęgu waha się od dwóch do trzech. Młode jaszczurki wykluwają się w lipcu. Dojrzałość płciową osiągają po 19–23 miesiącach, jednak badania szkieletochronologiczne dowodzą, że tempo wzrostu u tych scynków może być bardzo zmienne, głównie ze względu na niestałą ilość wody i pożywienia w ich środowisku. Początkowo maksymalną długość życia P. reynoldsi szacowano na trzy lata, jednak późniejsze badani dowiodły, że niektóre osobniki mogą żyć co najmniej 8–10 lat.

## Klasyfikacja
Plestiodon reynoldsi został opisany w 1910 roku przez Leonharda Hessa Stejnegera, który umieścił go w monotypowym rodzaju Neoseps. Molekularne analizy filogenetyczne wskazywały jednak, że gatunek ten jest zagnieżdżony wewnątrz rodzaju Eumeces, który tym samym nie jest monofiletyczny. Grupa gatunków obejmująca P. reynoldsi była nazywana sekcją Pariocela – Schmitz i in. (2004) zasugerowali podniesienie nazwy Pariocela do rangi odrębnego rodzaju, jednak Brandley i współpracownicy (2005) kladowi obejmującemu wszystkie wschodnioazjatyckie i północnoamerykańskie gatunki z rodzaju Eumeces oraz Neoseps reynoldsi przywrócili nazwę rodzajową Plestiodon, co w tym samym roku zrobił również Smith. Zarówno analiza przeprowadzona przez Schmitza i współpracowników, jak i wykonana przez Brandleya i in., sugerują, że P. reynoldsi jest najbliżej spokrewniony z również występującym na Florydzie scynkiem florydzkim (P. egregius).
Ostatni wspólny przodek wszystkich haplotypów P. reynoldsi istniał prawdopodobnie około 3 mln lat temu, co odpowiada okresowi, w którym Floryda zaczęła stawać się coraz bardziej sucha i zdominowana przez karłowatą roślinność.